# Chronique de Pate
La  Chronique de Pate est une chronique de la ville est africaine de Pate, ville de culture swahilie, située dans l'Archipel de Lamu (actuel Kenya).

## Description
Cette chronique raconte l'essaimage des réfugiés d'Oman et la fondation de la ville au VIIIe siècle ainsi que la refondation de la ville par les membres de la famille omanaise Nabahani en 1204. La chronique décrit les relations commerciales et culturelles entre les villes de la côte est de l'Afrique et les rivalités entre Lamu et Pate, Pate y étant décrit comme la plus importante des villes du XIVe siècle. 
La Chronique (en swahili, dans diverses versions) est attribuée à Muhammad bin Fumo 'Umar Nabahani (connu aussi sous le nom de Bwana Kitini) un proche de la famille régnante de Pate : dynastie Nabahani. Il en existe plusieurs versions en différents dialectes swahilis. Elle fut traduite et publiée la première fois en 1908. Une partie de l'historiographe, comme Neville Chittick, en confrontant la chronique aux données archéologiques, considère que la chronologie qui y est exposée est fausse et que la fondation de la ville de Pate aurait été plus récente. Il en conclue que la chronique n'a d'autre fonction que de glorifier le passé de la dynastie Nabahani. 
Entre 1990 et 2000, la chronique de Pate est à nouveau étudiée, apportant par la même occasion une réévaluation de son intérêt historique. Selon Randall Lee Pouwels, historien américain, il importe de saisir comment les migrations depuis la péninsule arabique, la Perse et l’Inde ont été reçues et interprétées, et de quelle manière elles ont pris place dans les traditions orales locales du monde swahili.